# Olga Bezsmertna
Olga Bezsmertna (en ucraniano: Ольга Безсмертна; nacida el 6 de agosto de 1983) es una soprano lírica ucraniana que trabaja en la Ópera Estatal de Viena. Se comprometió allí después de ganar el concurso Neue Stimmen en 2011, y pronto interpretó papeles protagónicos como Rusalka de Dvořák y Raquel en La judía de Halévy. Apareció como Tatyana en Eugenio Onegin de Tchaikovsky en la Ópera de Zúrich, como Diana en La Calisto de Cavalli en La Scala de Milán y como la Condesa en Fígaro de Mozart en la Ópera Estatal de Baviera.

## Carrera profesional
Nació en Bohuslav. Estudió canto en el Conservatorio de Kiev y se graduó en 2010. Ya en 2007, se comprometió con el Festival Oder-Spree. Tuvo éxito en varios concursos internacionales entre 2006 y 2011. Cuando ganó el primer premio del Neue Stimmen en 2011, Dominique Meyer, director de la Ópera Estatal de Viena, dirigió el jurado y la contrató para su compañía de ópera al año siguiente. Su primer papel allí fue Lora en Las hadas de Wagner el 19 de marzo de 2012. Diez días después, apareció como La Dama en Cardillac de Hindemith. Además, actuó allí como Pamina y la primera dama en La flauta mágica de Mozart, Donna Elvira en Don Giovanni y la Condesa en Fígaro. En 2014, apareció en el papel principal de Rusalka de Dvořák, y al año siguiente Raquel en La judía de Halévy. En el Baile de la Ópera de Viena de 2015, cantó el aria Dove sono de Fígaro. En el verano de 2015, la cantante hizo su debut como Marzelline en Fidelio de Beethoven en el Festival de Salzburgo, puesta en escena por Claus Guth y dirigida por Franz Welser-Möst. Cantó en El amor de Dánae de Strauss en el Festival de Salzburgo, e hizo su debut en la Ópera de Zúrich como Tatyana en Eugenio Onegin de Tchaikovsky en la temporada 2017/2018. En 2021, hizo su papel y debut en la casa como Diana en La Calisto de Cavalli en La Scala. En 2022, apareció nuevamente como la Condesa en Fígaro, esta vez en la Ópera Estatal de Baviera.
Ha actuado en la Ópera Alemana de Berlín, la Ópera Estatal de Hesse y con la Deutsche Radio Philharmonie Saarbrücken Kaiserslautern. Trabaja con directores como Valeri Guérguiev, Ádám Fischer, Alain Altinoglu, James Conlon y Christian Thielemann.

## Vida personal
Está casada y es madre de dos hijos. Su esposo estudió teología.

## Lectura adicional
- Publig, Renate (12 de marzo de 2022). «OLGA BEZSMERTNA: Musik ist eine gute Medizin!» [OLGA BEZSMERTNA: ¡La música es una buena medicina!]. Online Merker (en alemán). Consultado el 12 de marzo de 2022.
- «Olga Bezsmertna (Künstler)». Opera Online (en alemán). Consultado el 12 de marzo de 2022.
- Láng, Oliver. «Auf dem Weg zur Mélisande» [De camino a la Melisanda] (en alemán). Ópera Estatal de Viena. Consultado el 13 de marzo de 2022.
- Láng, Oliver. «Olga Bezsmertna» (en alemán). Ópera Estatal de Viena. Consultado el 13 de marzo de 2022.
- Jarolin, Peter (10 de febrero de 2014). «Olga Bezsmertna will "auf die Stimme hören"» [Olga Bezsmertna quiere "escuchar la voz"]. Kurier (en alemán). Consultado el 13 de marzo de 2022.